# Софіївка (Первомайський район)
Софі́ївка — село в Україні, у Мигіївській сільській громаді Первомайського району Миколаївської області. Населення становить 1343 особи.

## Географія
Селом тече Балка Ташлик Мигіївський.

## Характеристика

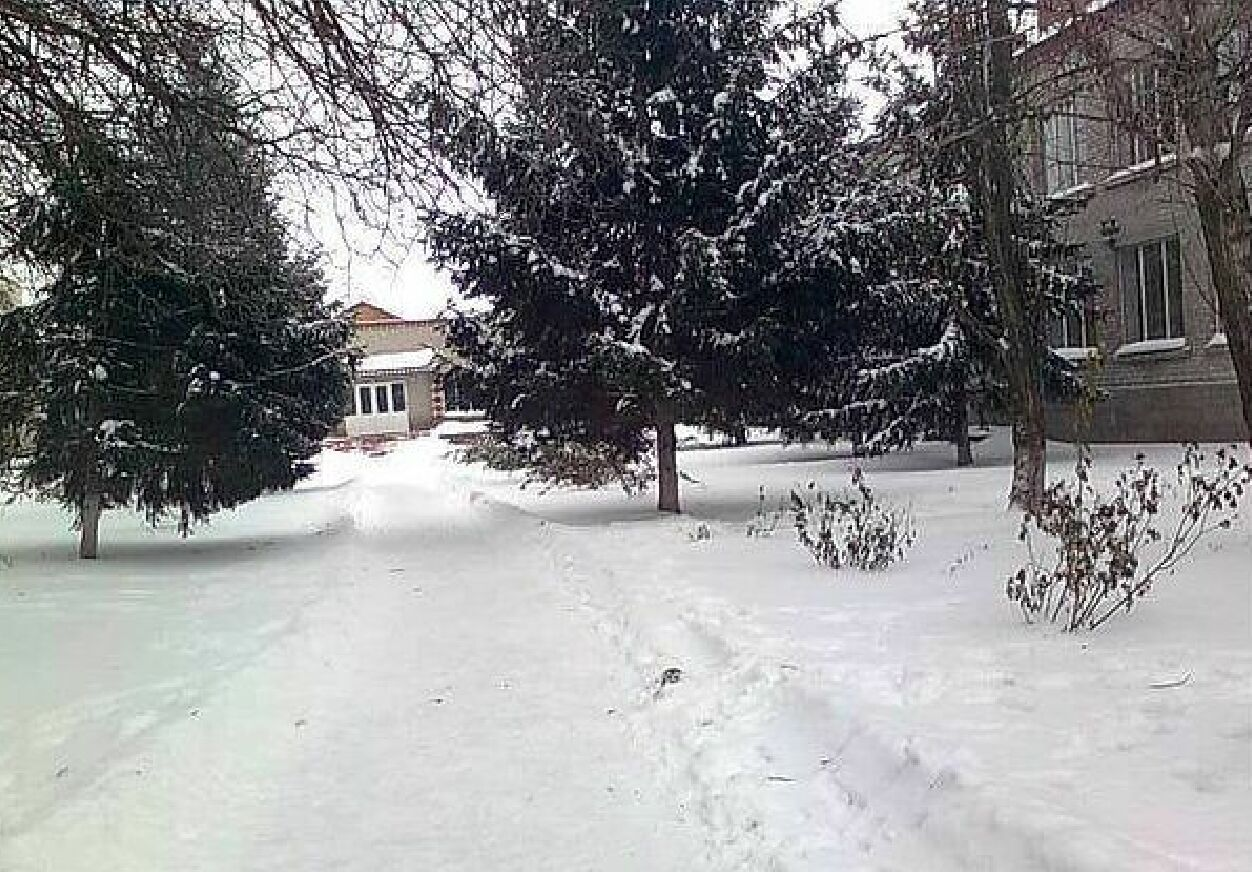
Софіївська одинадцятирічна середня школа

Софіївка — село, до 2018 р. центр сільської ради. Знаходиться за 20 км на схід від районного центру міста Первомайськ і за 7 км від залізничної станції Бандурка на лінії Підгородна — Помічна. Річка Очеретянка. Сільраді були підпорядковані населенні пункти Бандурка і Богословка.

## Історія села
Софіївка заснована в 1867 році.
В 1917 році село входить до складу Української Народної Республіки.
Внаслідок поразки Перших визвольних змагань село надовго окуповане більшовицькими загарбниками.
В 1932–1933 селяни пережили сталінський геноцид.
920 жителів брали участь у Другій Світовій війні на боці СРСР, 129 із них загинули, 879 нагороджені орденами і медалями СРСР. Уродженцеві села А. Я. Вахненко за мужність і відвагу, виявлені при форсуванні Дніпра, присвоєно звання Героя Радянського Союзу.
В роки німецької окупації в Софіївці діяла підпільна комуністична група на чолі з лейтенантом Червоної Армії Д. В. Вдовиченком, яка підтримувала зв'язки з підпільниками села Кримка «Партизанська іскра».
В центрі Софіївки в 1967 році відкрито пам'ятник воїнам-визволителям і односельцям, які віддали життя за свободу і незалежність Батьківщини.
З 24 серпня 1991 року село входить до складу незалежної України.
19 січня 2015 року у селі невідомі завалили пам'ятник Леніну.
4 жовтня 2015-го митрополит Миколаївський і Богоявленський Володимир у Софіївці освятив храм в честь Покрови Пресвятої Богородиці.

## Економіка села
У Софіївці обробляється 7583 га сільськогосподарських угідь, в тому числі 6126 га орних земель. Є ставок площею 2 га. Основний напрямок економіки села складає — сільськогосподарське виробництво зернових та тваринництво. В селі діє консервний завод потужністю 1,5 млн умовних банок на рік.

## Освіта та культура
В селі діє одинадцятирічна середня школа (335 учнів і 26 вчителів). Діє будинок культури з залом для глядачів на 400 місць, дитяча школа мистецтв (96 учнів і 5 викладачів), дві бібліотеки з фондом 23,2 тис. книг, дільнична лікарня на 50 ліжок (9 медпрацівників, в тому числі два лікаря), дитячій садок на 140 місць. До послуг жителів — дев'ять магазинів, швацька майстерня, відділення Укрпошти, АТС і відділення Ощадбанку України. З 1958 видається багатотиражна газета «Колгоспник». ТОВ"Софія".

## Відомі особистості
В поселенні народились:
- Олексій Вахненко (1920—1980) — старший лейтенант, командир стрілецької роти, Герой Радянського Союзу (1945).
- Антоніна Водовська — Герой Соціалістичної Праці.
- Федір Деркач (1908—1987) — український хімік.
- Марія Медиченко — Герой Соціалістичної Праці.
- Ірина Суботня — Герой Соціалістичної Праці.
- Фросина Яковенко — Герой Соціалістичної Праці.